# Geografia della Costa d'Avorio

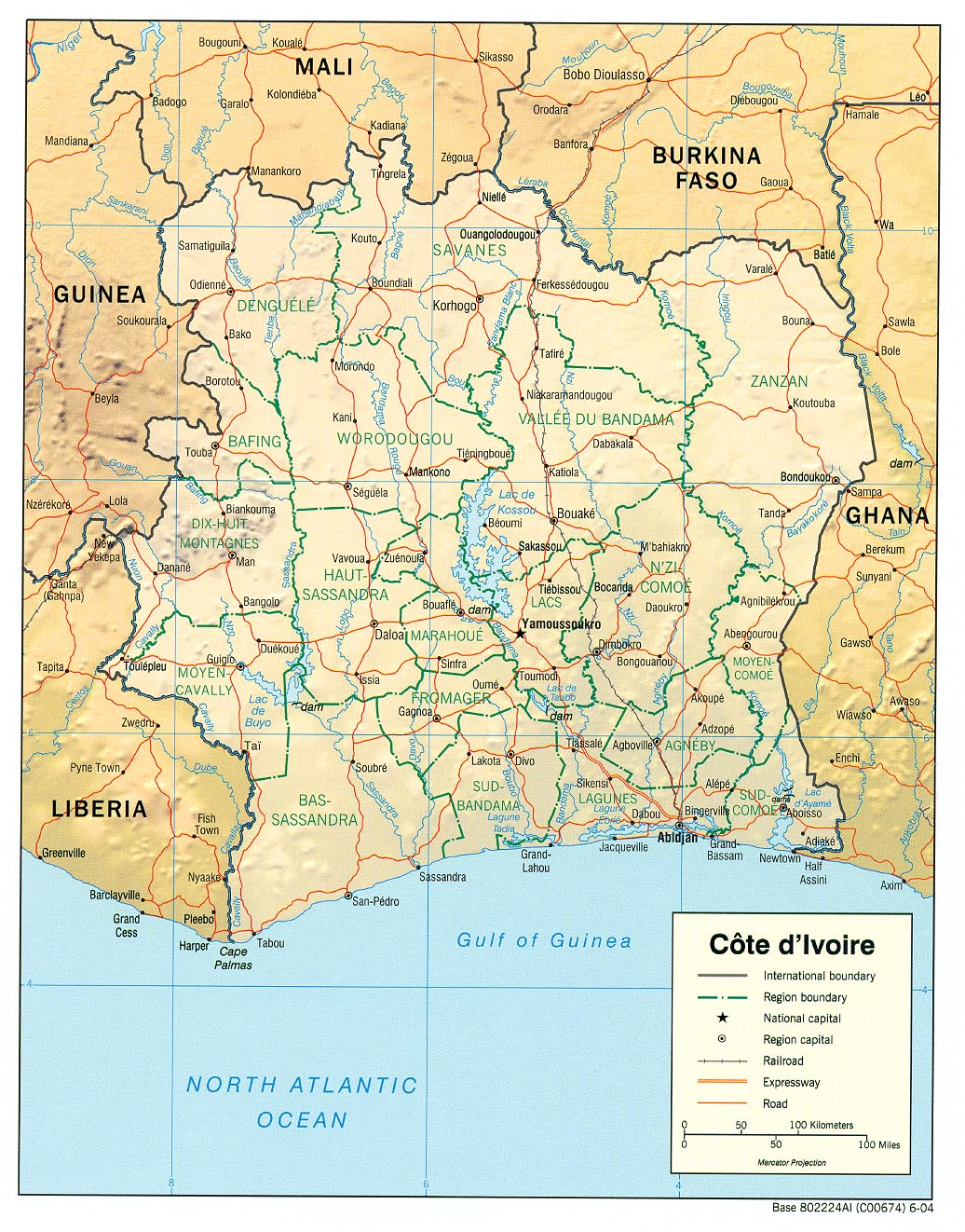
Mappa della Costa d'Avorio

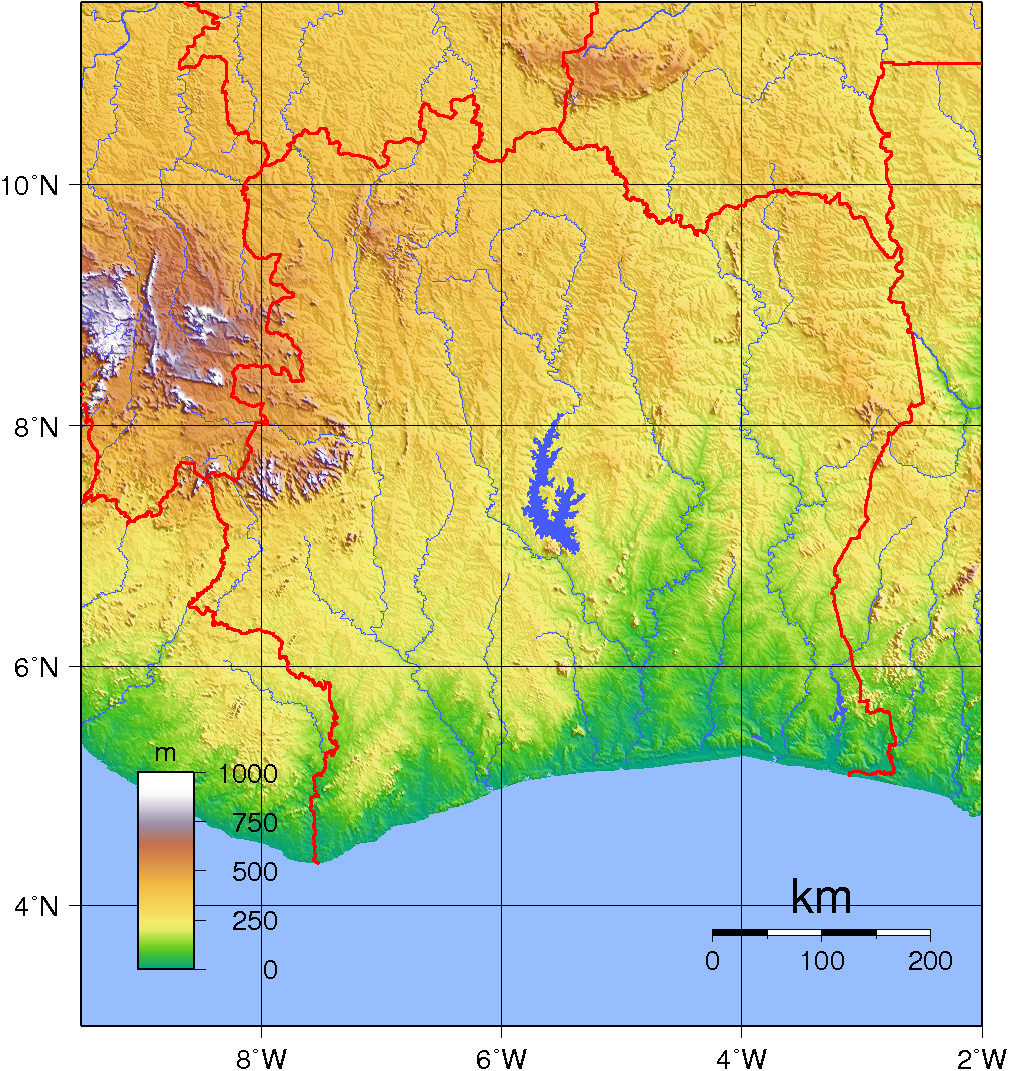
Topografia della Costa d'Avorio

La Costa d'Avorio è un paese dell'Africa subsahariana, localizzata nella parte occidentale del continente. Il paese ha la forma di un grande quadrilatero, la frontiera sud è costituita dal Golfo di Guinea nell'Oceano Atlantico, di cui la Costa d'Avorio possiede 515 km di linea di costa. Confina con cinque altre nazioni africane sui restanti tre lati per un totale di 3.110 km: la Liberia è posta a sud-ovest con cui spartisce 716 km di confine, la Guinea è a nord-ovest (per 610 km), il Mali a nord-nord-ovest (532 km), il Burkina Faso a nord-nord-est, e il Ghana a est (668 km). La superficie totale della Costa d'Avorio è di 322.460 km², di cui 318.000 km² è terra emerse e 4.460 km² di superfici d'acqua. Approssimativamente le dimensioni sono paragonabili a quelle dell'Italia e della Slovenia messe assieme.

## Morfologia e topografia
La Costa d'Avorio può essere generalmente descritta come un grande altopiano che si eleva gradualmente dal livello del mare, nel sud del paese, fino a raggiungere quasi 500 m d'altezza nelle regioni settentrionali. Le risorse naturali l'hanno resa una nazione prospera comparata alle economia africane.
La regione sud-est è caratterizzata da lagune costiere. La regione meridionale, è coperto da una densa foresta tropicale umida. Il centro del paese si snoda da est a ovest come una zona di transizione tra le foreste costiere e la savana dell'interno. Il Nord è un territorio prevalentemente pianeggiante caratterizzato da pianure ondulate, con basse montagne a nord-ovest. La massima elevazione raggiunta in Costa d'Avorio è il Monte Nimba a 1.752 m sul livello del mare.

## Idrografia
I principali fiumi sono il Bandama che è il più lungo del paese, il fiume Cavally che costituisce parte della frontiera con la Liberia, il fiume Sassandra che sfocia nell'oceano prossimo alla città omonima. Ad est si trova il fiume Comoé che attraversa il paese da Nord a Sud. Un breve tratto del confine con il Ghana è delimitato infine dal corso del Volta Nero. Il Lago Kossou è il più vasto lago della Costa d'Avorio e si trova nelle regioni centrali.

## Clima
Il clima della Costa d'Avorio è generalmente caldo e umido. Varia dal clima equatoriale nelle coste del sud, a tropicale nel centro del paese, per essere semiarido nell'estremo nord. Ci sono tre stagioni: caldo-secco (da novembre a marzo), afoso e secco (da marzo a maggio), e caldo-umido (da giugno a ottobre). La temperatura media si attesta tra i 25 e i 30 °C con variazioni dai 10 ai 40 °C.

## Risorse naturali
Nella Costa d'Avorio è sviluppata un'importante industria del legname dovuta alla grande copertura forestale. Importante voce d'esportazione sono i legnami duri. Negli ultimi anni è divenuto preoccupante il rapido tasso che ha raggiunto la deforestazione. Fra le poche foreste rimaste completamente intatte vi sono quelle del Taï National Park (Parc National de Taï) e del Parco Nazionale dei Vigili del Fuoco che si sviluppa su 3.600 km² nel sud-ovest del paese e che ospita oltre 150 specie endemiche e molte altre specie minacciate di estinzione.
L'Otto per cento del suolo è dedicato alle colture seminative. La Costa d'Avorio è il maggior produttore mondiale di cacao. Altre colture importanti sono il caffè, banane e olio di palma. Le risorse naturali comprendono anche petrolio, gas naturale, diamanti, manganese, ferro, cobalto, bauxite, rame e l'energia idroelettrica.

## Dati Generali
Superficie totale: 322.460 km² 

terra: 318.000 km² 

acqua: 4.460 km²
Confini terrestri: 

totale: 3.110 km 

frontiere: Liberia per 716 km, Ghana 668 km, Guinea 610 km, Burkina Faso 584 km e Mali 532 km.
Linea di Costa: 515 km
Confini marittimi: 

piattaforma continentale: 200 miglia nautiche (370 km)

zona di pesca esclusiva: 200 miglia nautiche (370 km) 

mare territoriale: 12 miglia nautiche (22 km)
Elevazione estrema: 

punto più basso: Oceano Atlantico 0 m.

punto più alto: Monte Nimba 1.752 m.